# Võ Văn Phuông
Võ Văn Phuông (sinh năm 1960) là một chính khách Việt Nam. Ông từng là Ủy viên Ban Chấp hành Trung ương Đảng Cộng sản Việt Nam khóa XII, Phó Trưởng Ban Thường trực Ban Tuyên giáo Trung ương, Bí thư Tỉnh ủy Tây Ninh nhiệm kì 2010-2015. Ông cũng là một Cử nhân Luật, Thạc sĩ Chủ nghĩa xã hội khoa học, trình độ Cao cấp lý luận Chính trị.

## Tiểu sử tóm tắt
Ông sinh ngày 22 tháng 7 năm 1960, quê ở xã Thanh Phước, huyện Gò Dầu, Tây Ninh. Tham gia hoạt động cho Mặt trận Dân tộc Giải phóng miền Nam Việt Nam từ trước năm 1975. Năm 1978, ông được kết nạp vào Đảng Cộng sản Việt Nam.
Sau đó, ông từng trải qua các chức vụ:
- Từ năm 1996 Giám đốc Trường Đảng tỉnh Tây Ninh.
- Bí thư Thị ủy Tây Ninh 2005 - Ủy viên Ban Thường vụ Tỉnh ủy.
- 2006-2011 Ủy viên dự khuyết Ban Chấp hành Trung ương Đảng Cộng sản Việt Nam Khóa X.
- 2008-2011 Ủy viên dự khuyết Ban Chấp hành Trung ương Đảng Cộng sản Việt Nam Phó Bí thư Tỉnh ủy Tây Ninh - Phụ trách Xây dựng Đảng 2008.
- 2011 - 2015 Ủy viên Ban Chấp hành Trung ương Đảng Cộng sản Việt Nam - Bí thư Tỉnh ủy Tây Ninh nhiệm kỳ 2010 - 2015.
- 07/2015 - 03/7/2017 Ủy viên Ban Chấp hành Trung ương Đảng Cộng sản Việt Nam - Phó Trưởng Ban Tuyên giáo Trung ương.
- 03/7/2017 - 30/1/2021, Ủy viên Ban Chấp hành Trung ương Đảng Cộng sản Việt Nam - Phó Trưởng ban Thường trực Ban Tuyên giáo Trung ương.[2]
- 30/1/2021- 07/2021, Phó Trưởng ban thường trực Ban Tuyên giáo Trung ương.